# Haley Irwin
Haley Irwin, född den 6 juni 1988 i Thunder Bay i Kanada, är en kanadensisk ishockeyspelare som spelar för Calgary Inferno och Kanadas damlandslag i ishockey.
Hon tog OS-guld i damernas ishockeyturnering i samband med de olympiska ishockeytävlingarna 2010 i Vancouver. Vid hockeyturneringen vid olympiska vinterspelen 2018 i Pyeongchang tog hon en silvermedalj.